# Tipula (Platytipula) esakiana
Tipula (Platytipula) esakiana is een tweevleugelige uit de familie langpootmuggen (Tipulidae). De soort komt voor in het Palearctisch gebied.